# Angkinang (kecamatan)
Angkinang (indonez. Kecamatan Angkinang) – kecamatan w kabupatenie Hulu Sungai Selatan w prowincji Borneo Południowe w Indonezji.
Kecamatan ten graniczy od północy z kabupatenem Hulu Sungai Tengah, od wschodu z kecamatanem Telaga Langsat, od południa z kecamatanem padang Batung, a od południowego zachodu i zachodu z kecamatanem Kandangan.
W 2010 roku kecamatan ten zamieszkiwało 16 730 osób, z których 100% stanowiła ludność wiejska. Mężczyzn było 8 370, a kobiet 8 360. 16 729 osób wyznawało islam.
Znajdują się tutaj miejscowości: Angkinang, Angkinang Selatan, Bakarung, Bamban, Bamban Selatan, Bamban Utara, Kayu Abang, Taniran Kubah, Taniran Selatan, Tawia, Telaga Sili Sili.